# Benk Korthals
Albert Hendrik (Benk) Korthals (ur. 5 października 1944 w Voorschoten) – holenderski polityk i prawnik, długoletni parlamentarzysta, minister sprawiedliwości (1998–2002) oraz minister obrony (2002).

## Życiorys
Absolwent prawa na Uniwersytecie w Lejdzie. Od 1974 pracował jako prokurator i adwokat w Rotterdamie. W 1977 wstąpił do Partii Ludowej na rzecz Wolności i Demokracji (VVD). W 1982 po raz pierwszy uzyskał mandat posła do Tweede Kamer. Ponownie wybierany do niższej izby Stanów Generalnych w 1986, 1989, 1994, 1998 i 2002.
Od sierpnia 1998 do lipca 2002 sprawował urząd ministra sprawiedliwości w rządzie Wima Koka. W lipcu 2002 objął stanowisko ministra obrony w gabinecie Jana Petera Balkenende. Ustąpił w grudniu tego samego roku, gdy zarzucono mu, że podczas pełnienia poprzedniej funkcji rządowej wprowadził parlament w błąd odnośnie do postępowania w sprawie defraudacji w państwowym sektorze budowlanym. Pozostał aktywnym działaczem VVD, w latach 2011–2014 był formalnym przewodniczącym tego ugrupowania.
Odznaczony Orderem Lwa Niderlandzkiego III klasy (1995) oraz Orderem Oranje-Nassau IV klasy (2003).